# Traquiandesita basàltica
Una traquiandesita basàltica és una roca volcànica de composició intermèdia entre la traquiandesita i el basalt. La roca tipus, la mugearita, es va identificar a Mugeary, a l'illa de Skye (Escòcia) el 1904. A França es troba exclusivament a Alvèrnia.

## Varietats

### Mugearita
Les mugearites són roques volcàniques, varietat de les traquiandesites basàltiques. Presenten estructura fluidal, amb petits fenocristalls d'olivina, augita i magnetita dins d'una matriu d'oligòclasi, augita i magnetita amb feldespat alcalí intersticial. Químicament es defineixen al camp S2 del diagrama TAS.

### Xoixonita
Les xoixonites, o shoshonites són traquiandesites basàltiques definides químicament al camp S2 del diagrama TAS i pel seu caràcter potàssic, on Na20−2,0 <K20, fet que la diferencia de les mugearites. El seu nom prové del riu Shoshone, al Parc Nacional de Yellowstone (EUA).